# École supérieure de management de la sécurité de Košice
L’École supérieure de management de la sécurité de Košice (slovaque : Vysoká škola bezpečnostného manažérstva) est un établissement privé d'enseignement supérieur de Košice. Elle compte 1 519 étudiants

## Histoire
Elle fut fondée le 7 juin 2006.